# Pablo de Sarasate
Pablo Martín Melitón de Sarasate y Navascués, thường được gọi ngắn gọn là Pablo de Sarasate, sinh năm 1844 tại Pamplona, mất năm 1908 tại Biarritz, là một nhà soạn nhạc, nghệ sĩ violin người Tây Ban Nha. Ông còn được biết đến với tên gọi Pablo de Sarate.

## Cuộc đời và sự nghiệp
Sarasate bắt đầu biểu diễn trước công chúng từ năm 8 tuổi, năm 1852. Học tại Madrid, sau sang Nhạc viện Paris với ông thầy Alard trong khoảng thời gian từ năm 1856 đến năm 1859. Từ năm 1859, Sarasate lưu diễn với thành công vang dội tại nhiều quốc gia châu Âu, Á, Bắc, Nam Mỹ.
Nhiều tác phẩm của các nhà soạn nhạc nổi tiếng được sáng tác để dành tặng cho ông, như Violin Concerto No. 2 của Henryk Wieniawski, Symphonie Espagnole của Édouard Lalo, Violin Concerto No. 3 và Introduction and Rondo capriccioso của Camille Saint-Saëns, Scottish Fantasy của Max Bruch, và Pibroch Suite của Alexander Mackenzie. Cũng được truyền cảm hứng từ Sarasate là Souvenir de Sarasate của William H. Potstock.

## Phong cách sáng tác
Âm thanh mềm mại và phong cách hết sức tinh tế là phong cách sáng tác của Sarasate.

## Một số tác phẩm nổi bật
Pablo de Sarasate sáng tác cho riêng mình nhiều tác phẩm cho violin như Jota Arogonesa, Carmen Fantasy (với dàn nhạc), Những vũ khúc Tây Ban Nha gồm 12 tập, Những giai điệu Digan...

## Danh sách tác phẩm[2]
| Opus | Tựa đề                          | Nhạc cụ            |
| ---- | ------------------------------- | ------------------ |
| —    | Fantasia capriccio              | Violin và piano    |
| —    | Los pájaros de Chile            | Violin và piano    |
| —    | Souvenir de Faust               | Violin và piano    |
| 1    | Fantasy on La forza del destino | Violin và piano    |
| 2    | Homenaje a Rossini              | Violin và piano    |
| 3    | La dame blanche de Boieldieu    | Violin và dàn nhạc |
| 4    | Réverie                         | Violin và piano    |
| 5    | Fantasy on Roméo et Juliette    | Violin và piano    |
| 6    | Caprice on Mireille             | Violin và piano    |
| 7    | Confidences                     | Violin và piano    |
| 8    | Souvenir de Domont              | Violin và piano    |
| 9    | Les Adieux                      | Violin và piano    |
| 10   | Sérénade Andalouse              | Violin và piano    |
| 11   | Le sommeil                      | Violin và piano    |
| 12   | Moscovienne                     | Violin và piano    |
| 13   | New Fantasy on Faust            | Violin và dàn nhạc |
| 14   | Fantasy on Der Freischütz       | Violin và dàn nhạc |
| 15   | Mosaíque de Zampa               | Violin và piano    |
| 16   | Gavota on Mignon                | Violin và piano    |
| 17   | Priére at Berceuse              | Violin và piano    |
| 18   | Airs espagnols                  | Violin và piano    |
| 19   | Fantasy on Martha               | Violin và piano    |
| 20   | Zigeunerweisen                  | Violin và dàn nhạc |
| 21   | Malagueña y Habanera            | Violin và piano    |
| 22   | Romanza andaluza y jota navarra | Violin và piano    |
| 23   | Playera y zapateado             | Violin và piano    |
| 24   | Capricho vasco                  | Violin và piano    |
| 25   | Fantasy on Carmen               | Violin và dàn nhạc |
| 26   | Vito y habanera                 | Violin và piano    |
| 27   | Jota aragonesa                  | Violin và piano    |
| 28   | Serenata andaluza               | Violin và piano    |
| 29   | El canto del ruiseñor           | Violin và dàn nhạc |
| 30   | Bolero                          | Violin và piano    |
| 31   | Balada                          | Violin và piano    |
| 32   | Muñeira                         | Violin và dàn nhạc |
| 33   | Navarra                         | Violin và dàn nhạc |
| 34   | Airs Écossais                   | Violin và dàn nhạc |
| 35   | Fantasía en sapo Reina          | Violin và piano    |
| 36   | Jota de San Fermín              | Violin và piano    |
| 37   | Zortzico Adiós montañas mías    | Violin và piano    |
| 38   | Viva Sevilla!                   | Violin và dàn nhạc |
| 39   | Zortzico de Iparraguirre        | Violin và piano    |
| 40   | Introduction et fandango varié  | Violin và piano    |
| 41   | Introduction et caprice-jota    | Violin và dàn nhạc |
| 42   | Zortzico Miramar                | Violin và dàn nhạc |
| 43   | Introduction et tarantelle      | Violin và dàn nhạc |
| 44   | La chase                        | Violin và dàn nhạc |
| 45   | Nocturno — Serenata             | Violin và dàn nhạc |
| 46   | Gondoliéra Veneziana            | Violin và piano    |
| 47   | Melodía rumana                  | Violin và piano    |
| 48   | L'Esprit Follet                 | Violin và dàn nhạc |
| 49   | Canciones rusas                 | Violin và dàn nhạc |
| 50   | Jota de Pamplona                | Violin và dàn nhạc |
| 51   | Fantasy on Don Giovanni         | Violin và piano    |
| 52   | Jota de Pablo                   | Violin và dàn nhạc |
| 53   | La Rève                         | Violin và piano    |
| 54   | Fantasy on The Magic Flute      | Violin và dàn nhạc |